# نیکلاس همیلتون
نیکلاس ویلیام همیلتون (به انگلیسی: Nicholas William Hamilton)، متولد ۴ مه ۲۰۰۰، هنرپیشه استرالیایی است. همیلتون بیشتر برای بازی در نقش هنری باورز در فیلم ترسناک آن شناخته می‌شود که بر اساس رمانی از استیون کینگ ساخته شده‌است. از دیگر فیلم‌هایی که همیلتون در آن‌ها ایفای نقش کرده می‌توان به کاپیتان خارق‌العاده، استرانگرلند و برج تاریک اشاره کرد.